# Reiner Leonhardt
Reiner Leonhardt (* 13. Februar 1938) ist ein ehemaliger deutscher Handballspieler. Er spielte in der Handballnationalmannschaft der DDR und für die BSG Wismut Aue in der DDR-Handball-Oberliga, der höchsten Handball-Spielklasse in der DDR.

## Sportliche Laufbahn
Bei der Betriebssportgemeinschaft (BSG) Wismut Aue wurde Leonhard im Handball ausgebildet. Nachdem er ein Sportstudium bei der Sporthochschule DHfK in Leipzig aufgenommen hatte, spielte er ab 1959 für den SC DHfK in der Handball-Oberliga. Bereits in seiner ersten Leipziger Saison wurde Leonhardt mit dem SC DHfK DDR-Hallenmeister, bis 1962 folgten drei weitere Hallenmeisterschaften. 1960 wurde er erstmals in die DDR-Nationalmannschaft berufen, in der er bis 1964 in Länderspielen eingesetzt wurde. 1964 nahm er an der Handball-Weltmeisterschaft teil.
Nach Beendigung seines Studiums kehrte Leonhardt nach Aue zurück, wo er mit Wismut Aue weiter in der Oberliga spielte. Als Regisseur der Mannschaft und torgefährlicher Werfer hatte er einen entscheidenden Anteil daran, dass die BSG Wismut bis zum Ende seiner aktiven Laufbahn stets in der Handball-Oberliga vertreten war. 1966 war er mit 92 Treffern bester Schütze seiner Mannschaft in der Feldhandball-Meisterschaft. Nach der Saison 1970/71 beendete Leonhardt im Alter von 33 Jahren seine Laufbahn als Handballspieler in der Oberliga. 
In den 1990er Jahren arbeitete als Trainer beim BSG-Wismut-Nachfolger EHV Aue. 2016 zum er Ehrenmitglied des Vereins ernannt. 